# اوگالالا (نبراسکا)
اوگالالا(به انگلیسی: Ogallala) شهری در ایالت نبراسکا کشور ایالات متحده آمریکا است که جمعیت آن در سرشماری سال ۲۰۱۰ میلادی، ۴٬۷۳۷ نفر بوده‌است.